# Segle XXXII aC
El segle XXXII aC és un període de la història antiga que comprèn els anys inclosos entre el 3200 aC i el 3101 aC. Està marcat pel desenvolupament urbà de diverses civilitzacions, que expandeixen els seus dominis amb la guerra, i per l'adopció progressiva de l'escriptura.

## Política
No hi ha grans canvis respecte als nuclis de poder polític. Egipte comença el seu període dinàstic amb el regnat del faraó Narmer. És una època d'esplendor per a aquest poble, que unifica els governs municipals sota l'autoritat creixent del faraó, inaugurant el primer sistema que és una monarquia pròpiament dita. A Mesopotàmia acaba el període d'Uruk però continua el domini sumeri. Es produeix l'auge de la civilització minoica a Creta. Entre els nous pobles, cal destacar els avantpassats de la civilització ciclàdica, a Grècia

## Economia i societat
S'incrementa el comerç entre Egipte i Palestina, fet que explica les similituds d'alguns relats i costums culturals. S'intercanvien sobretot pedres i materials de luxe, com el lapislàtzuli o la plata i també coure per als recipients de la vida quotidiana.

## Invencions i descobriments
Egipte perfecciona la mastaba per enterrar els morts i de les antigues inscripcions a temples i documents comercials sorgeix el jeroglífic. Aquest sistema d'escriptura sembla independent dels caràcters cuneïformes mesopotàmics, que augmenten i s'estabilitzen en aquest període. Altres pobles començaran a incorporar l'escriptura a partir d'aquests dos models.

## Art, cultura i pensament
Segons les creences de l'hinduisme, el 3102 aC Krixna abandona la Terra i comença el Kali Yuga o període fosc de la humanitat. Aquest mite de decadència, segons el qual els homes viuen en un temps posterior a l'edat d'or en progressiva decadència, va ser molt comú durant tota l'antiguitat. Aquest segle també té un paper rellevant segons el calendari maia, ja que és quan comença el temps segons aquesta cultura.
A Malta es construeixen temples megalítics, un costum que posteriorment passarà a altres cultures europees, com la celta. La mitologia egípcia es va formant al voltant del déu Horus, que va acabar convertit en un Déu del Sol, una de les figures recurrents als panteons de diferents civilitzacions segons la mitologia comparada.